# Josef Rieder (Politiker, 1804)
Josef Rieder (* 1804; † 16. März 1866) war ein deutscher Apotheker und bayerischer Kommunalpolitiker.

## Werdegang
Der promovierte Apotheker war vom 2. Oktober 1863 bis Januar 1865 rechtskundiger Bürgermeister von Rosenheim. In seiner Amtszeit wurde der Markt am 15. September 1864 zur Stadt erhoben.